# Mrčevac
Mrčevac es una localidad de Montenegro perteneciente al municipio de Tivat en el suroeste del país.
En 2011 tenía una población de 2110 habitantes, de los cuales 764 eran étnicamente montenegrinos y 602 serbios.
Se ubica junto a la costa de las bocas de Kotor en la periferia meridional de la capital municipal Tivat, en la salida de dicha localidad por la carretera E80 que lleva a Budva.
La localidad alberga el Aeropuerto de Tivat, uno de los dos aeropuertos internacionales del país.

## Demografía
La localidad ha tenido la siguiente evolución demográfica:
| Gráfica de evolución demográfica de Mrčevac entre 1948 y 2003 |
|                                                               |